# 성검전설: 라이즈 오브 마나
성검전설: 라이즈 오브 마나(Rise of Mana)는 고쇼(Goshow)에서 iOS, 안드로이드 (운영체제) 및 플레이스테이션 비타용으로 개발한 일본의 액션 롤플레잉 비디오 게임이다. 시리즈 제작자인 스퀘어 에닉스가 2014년 모바일 기기용으로, 2015년 비타용으로 출시했다. 마나 시리즈의 열한 번째 게임으로, 시리즈의 다른 게임과 연결되지 않은 새로운 서사가 특징이다. 게임 플레이는 이전 마나 타이틀과 유사한 액션 기반 전투 시스템을 사용하는 동시에 모바일 타이틀과 공통적으로 무료 플레이 모델을 사용한다. 이야기는 전투 중에 필멸의 세계로 던져진 천사와 악마라는 두 캐릭터에 초점을 맞추고 있으며, 생존을 위해 몸을 공유해야 한다.
이 게임은 2012년에 개발을 시작했다. 오야마다 마사루가 시리즈 프로듀서인 이시이 코이치에게 모바일 플랫폼용 마나 시리즈의 합법적인 항목을 만들 수 있다고 말하면서 프로젝트가 시작되었다. 그의 아이디어는 폭넓은 청중에게 다가갈 수 있는 시리즈에 충실한 게임을 만드는 것이었다. 성검전설 2에서 사용된 게임에서 영감을 받은 게임의 멀티플레이어는 포톤 서버(Photon Server) 미들웨어를 사용하여 개발되었다. 아트 디렉터는 시리즈 신인 스즈키 히로유키 였고, 캐릭터, 몬스터 등 디자인은 각각 타이키, 무라야마 료타, 하칸이 맡았다. 음악은 세키토 츠요시가 이끄는 팀이 작곡했으며, 주제곡은 싱어송라이터 코키아가 작사, 연주했다.
2014년 2월에 처음 발표되었으며 다음 달에 iOS에 출시되었다. 안드로이드 릴리스는 몇 달 후에 이어졌다. 비타 이식판은 다음 해에 출시되었다. 2015년 4월까지 모바일 버전의 활성 플레이어 수는 200만 명이 넘었고 이후 비타 버전은 2015년 8월까지 150,000건의 다운로드를 달성했다. 비평가들로부터 일반적으로 긍정적인 평가를 받았다. 많은 사람들이 그래픽, 스토리, 게임 플레이를 칭찬했지만, 마나 시리즈의 가치 있는 부분은 아니라는 의견도 있었다. 2016년 3월에 게임이 중단되었다.

## 평가
| 평가                                                         |              |
| ------------------------------------------------------------ | ------------ |
| 평론 점수 평론사 점수 패미츠 28/40 (Vita) [ 1 ] AppGet [ 2 ] |              |
| 평론 점수                                                    |              |
| 평론사                                                       | 점수         |
| 패미츠                                                       | 28/40 (Vita) |
| AppGet                                                       | [ 2 ]        |